# Magí Morera i Galícia
Magí Morera i Galícia (Lleida, 6 d'agost de 1853 - 5 de maig de 1927) fou un escriptor i polític català, germà del pintor Jaume Morera i Galícia. La seva formació fou cosmopolita, ja que residí a Lleida, Barcelona, Madrid i a Anglaterra.

## Biografia
Estudià dret a la Universitat de Madrid, on conegué Ramón de Campoamor. Exercí després d'advocat a Lleida, on fou degà del Col·legi d'Advocats de Lleida. Inicialment milità al Partit Liberal, influït pel regeneracionisme, arribant a ser paer en cap de Lleida i diputat de la Diputació. Després es passà a
Com a escriptor, començà a escriure poesia en castellà, influït pel romanticisme de Ramón de Campoamor, José Zorrilla i Gaspar Núñez de Arce. Alhora, va escriure a les revistes L'Esquella de la Torratxa i la Ilustració Catalana poesies en català, influïdes per Joan Maragall, el modernisme i pels Jocs Florals.
El 1916 ingressà a la secció filològica de l'Institut d'Estudis Catalans, per a la qual va traduir al català obres de William Shakespeare: XXIV Sonets (1912), Selecta de Sonets (1913), Venus i Adonis (1917), Coriolà (1918), Hàmlet (1920), Romeu i Julieta (1923), El marxant de Venècia (1924) i els inèdits Juli Cèsar i Macbeth.

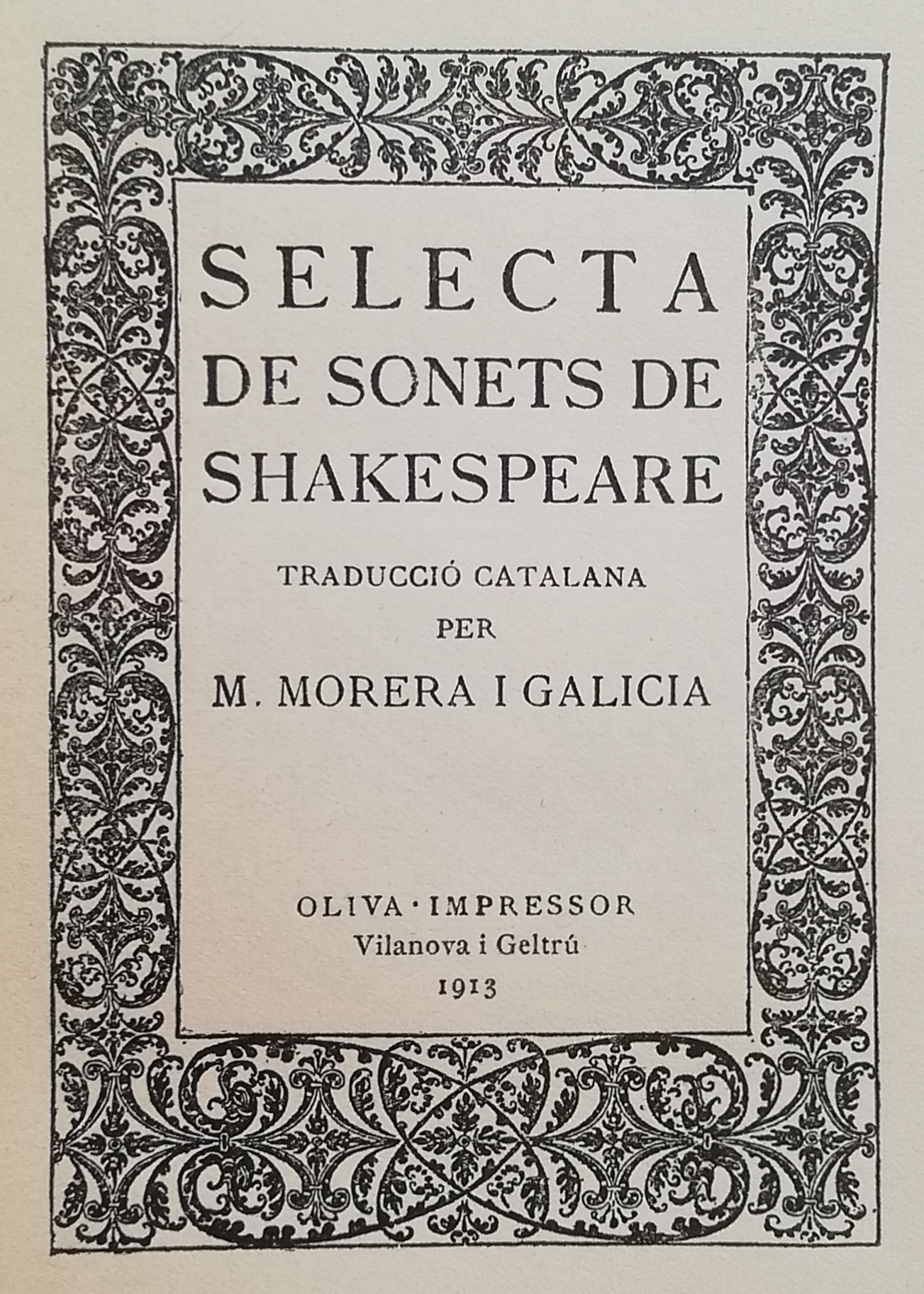
Llibre de sonets de Shakespeare traduïts per Magí Morera i Galícia publicats l'any 1913

És sebollit al Cementiri de Lleida.

## Obres

### Poesia en castellà
- Carnet de ensayos (1878)
- Encantos y desencantos (1891)
- Poesías (1895)
- De mi viña (1901)
- El candil del loco (1905)

### Poesia en català
- Hores lluminoses
- Cireres (1924)
- Nou i vell (1927)
- Poesies completes (1929)
- Obra poètica completa